# Büchel (Ruppichteroth)
Büchel ist ein Ortsteil der Gemeinde Ruppichteroth im Rhein-Sieg-Kreis in Nordrhein-Westfalen. Bis zum 1. August 1969 war Büchel ein Ortsteil der damals eigenständigen Gemeinde Winterscheid.

## Lage
Der Ort liegt im Naturpark Bergisches Land zwischen Bröleck (im Osten) und Reiferscheid (im Westen). Im Norden liegt die Ortschaft Thilhove, südlich verläuft die B 478 durch das Waldgebiet des Bröltales.

## Geschichte
1712 lebten hier fünf Familien mit 16 Seelen: Heinrich Schmit, Peter Schumacher, Leonard Limbach, Wittwe Reifferscheidts und Johannes Peter Schumacher. 1809 hatte der Ort 33 katholische Einwohner.:18
Die Volksschule Büchel wurde 1887 erbaut.:90 Der Schulbetrieb wurde 1968 eingestellt. Nach 1973 wurde das Gebäude als Kindergarten genutzt.:241
1910 gab es in Büchel die Haushalte Ackerer Johann Brambach, Tagelöhner Heinrich Ferres, Rottenarbeiter Johann Hupperich, Ackerer Johann Manz, Lehrer Johann Müller, Gasthof Konrad Rolland und Pensionär Daniel Wasser.
1934 zog Fifi Kreutzer mit Ehemann Franz M. Jansen in den Ort.:148
Bis zum 1. August 1969 war Büchel ein Ortsteil der Gemeinde Winterscheid. Im Zuge der Eingemeindung von Winterscheid nach Ruppichteroth wurde Büchel ein Ortsteil dieser Gemeinde.